# Sommer-Paralympics 2012/Teilnehmer (Antigua und Barbuda)
| stlisierte Goldmedaille | stlisierte Silbermedaille | stlisierte Bronzemedaille |
| ----------------------- | ------------------------- | ------------------------- |
| —                       | —                         | —                         |

Antigua und Barbuda entsendeten mit dem Leichtathleten Jamol Allan Pilgrim einen Sportler zu den Paralympischen Sommerspielen 2012 in London und nahmen damit erstmals an den Paralympischen Spielen teil. Dieser nahm am 100-Meter-Lauf der Herren T42 teil, wurde jedoch in den Vorläufen trotz einer Saison-Bestleistung von 15,76 Sekunden Letzter des ersten Durchgangs und konnte sich entsprechend nicht für das Finale qualifizieren.

## Teilnehmer nach Sportart

### Leichtathletik
Männer:
- Jamol Allan Pilgrim